# 永冨正之
永冨 正之（ながとみ まさゆき、1932年10月13日-2020年12月17日）は、日本の現代音楽の作曲家、音楽教育家。東京芸術大学名誉教授。永富正之とも表記される。妻はピアニストの永冨和子。

## 略歴
1932年兵庫県西宮市生まれ。東京芸術大学音楽学部作曲科に学び、池内友次郎、伊福部昭に師事。一級下に作曲家の助川敏弥がいる。1954年に管弦楽作品「演奏会用アレグロ」が第23回日本音楽コンクール作曲部門第3位に入選する。1955年卒業。
1959年フランスに留学、パリ国立高等音楽院に学び、トニー・オーバン、アンリエット・ピュイグ＝ロジェに師事。ピュイグ=ロジェに師事した外国人学生は永冨が第1号であった。同時期に留学していた作曲家には篠原眞がいる。永冨は1960年フーガのクラスで1等賞を得る。1963年には作曲科1等賞、ピアノ伴奏科2等賞を得る。1964年、パリに留学していたピアニストの関原和子と結婚。当時日本から留学していた音楽家たちは親しく交流していた。1968年には「日本人演奏家によるフランスと日本の音楽」と題された演奏会で、永冨の「ピアノのための3つのエスキス」、甲斐直彦「ピアノのための序曲」、丹波明「万葉より5つの詩」を、永冨和子らが演奏している。
1969年に帰国後、東京藝術大学にて教鞭を執り、1970年助教授、1984年教授に就任し、作曲とソルフェージュの教育に携わる。1979年にはアンリエット・ピュイグ=ロジェの芸大客員教授招聘に尽力した。1991年より1997年まで附属音楽高等学校校長を兼務する。2000年に定年退職後は、聖徳大学人文学部音楽文化学科教授を2007年まで務め、後に非常勤講師となる。
音楽理論書を多数出版。1990年、フランス教育功労章シュヴァリエを受章。日仏音楽協会、日本現代音楽協会会員。教え子には野平一郎、小鍛冶邦隆、横山幸雄、阿部加奈子、池上敏らがいる。
2015年11月瑞宝中綬章受章。
2020年12月17日没。

## 論文
- ソルフェージュ教育概説. 東京藝術大学音楽学部年誌 1, 1974.
- バルトークのミクロコスモスの中のソルフェージュ. ムジカノーヴァ誌, 1980.5－1982.4.
- 音楽と音楽言語－西洋器楽音楽の成立に果した言語の役割について－. 聖徳大学人文学部音楽文化研究会 音楽文化研究 1, 2001.

## 出版
- オリヴィエ・アラン 著, 永富正之, 二宮正之 共訳『和声の歴史』白水社〈文庫クセジュ〉、1969年。国立国会図書館書誌ID:000001277531。151頁。
- アンリエット・ピュイグ=ロジェ 編, 永冨正之 訳『ピュイグ=ロジェピアノ教本 : 古典の巨匠とともに』音楽之友社、1988年。国立国会図書館書誌ID:000002830127。2冊。
- イヴォンヌ・デポルト, アラン・ベルノー著 ; 永冨正之, 永冨和子訳『和声法 : 基礎理論 大作曲家の和声様式』日仏音楽出版、1990年。NCID BN06061138。42頁。
- アンリエット・ピュイグ=ロジェ(作曲) ; 永冨正之(解説・運指)『小さくたってじょうずな手 : 学習中のピアニストのための34の小品』音楽之友社, 2011.2, 楽譜46p CiNii
- アンリエット・ピュイグ=ロジェ作曲 ; 永富正之解説『サルーンのピアノ : 生徒と先生の4手による楽しい毎日の練習』音楽之友社, 2011.10, スコア1冊 (34p) CiNii

## 主要作品
- 演奏会用アレグロ（アレグロ・ドゥ・コンセール）（1954年）第23回日本音楽コンクール第3位入賞作品[24][25]。山田和男(一雄)指揮/NHK交響楽団により初演[24]。
- 歌曲「落葉松（からまつ）」〔北原白秋〕（1960年）[1]
- ピアノ・ソナタ（1961年）
- 弦楽四重奏曲（1962年）
- 1楽章の交響曲（1963年）パリ国立高等音楽院作曲科卒業コンクール第1位入賞作品、1967年改訂[26]。初演は1963年6月21日パリ国立音楽院音楽堂、M.ローゼンタール指揮、Orchestre nationale（フランス国立放送局）[27]。日本初演は2023年3月25日紀尾井ホール、野平一郎指揮、オーケストラ・ニッポニカ[28]。
- 2台のピアノのための組曲（1963年）
- ピアノのための3つのエスキス（Trois esquisses : pour piano）（1967年）[29] 1967年ソルボンヌで永冨和子により初演[30]。
- 「風のうた｣〔フルート・ソロ〕（1980年）[31]
- 「詩篇23、98」〔男声合唱とピアノ〕（1987年）[1]